# Gloholmen (vid Skärlandet, Raseborg)
Gloholmen är en ö i Finland. Den ligger i Finska viken och i kommunen Raseborg i den ekonomiska regionen  Raseborg i landskapet Nyland, i den södra delen av landet. Ön ligger omkring 84 kilometer väster om Helsingfors.
Öns area är 34,2 hektar och dess största längd är 1,2 kilometer i sydväst-nordöstlig riktning.